# فلورنسا فاولر
فلورنسا فاولر (بالإنجليزية: Florence Fuller)‏ هي رسامة أسترالية، ولدت في 1867 في بورت إليزابيث في جنوب أفريقيا، وتوفيت في 17 يوليو 1946 في Gladesville ‏ في أستراليا.